# Contraste
Contraste – Zeitung für Selbstorganisation (ehemals Contraste – Die Monatszeitung für Selbstverwaltung) ist eine überregionale deutsche anarchistische Monatszeitung, die 1984 als Sprachrohr von selbstverwalteten Betrieben und Kollektiven gegründet wurde.

## Geschichte
Im Oktober 1984 wurde während einer Messe von selbstverwalteten Betrieben in Hessen das Wandelsblatt gegründet. Die Gründungsmitglieder kamen aus den Regionen Rhein/Main, Berlin, Hamburg, Bremen, NRW, Heidelberg/Mannheim, Stuttgart, Bodenseekreis und München. Die erste Auflage betrug 5.000 Exemplare. Nach der zweiten Ausgabe musste sich diese Zeitschrift umbenennen, da die Zeitung Handelsblatt gegen das Logo dieser neuen Zeitung erfolgreich geklagt hatte. Im April benannte sich die Zeitung daraufhin um in Contraste. In den folgenden Jahren nutzten viele kleine Projekte im Umfeld der Alternativen Ökonomie die Zeitung für Öffentlichkeitsarbeit, gleichzeitig wurden mit Unterstützung der Contraste neue Projekte initiiert und kritisch begleitet. Auch die Ökobank entstand durch Nutzung dieser Zeitschrift als Diskussionsorgan und zur Sammlung von Einlagen. Ab 1985 erschienen die Bunten Seiten in der Contraste, ein Adressverzeichnis von selbstverwalteten Betrieben und Projekten, das seit 1995 in Buchform publiziert wird. Es enthält in der Ausgabe 2003+ Adressen von 13.500 alternativen Projekten, Initiativen und Betrieben so wie einen Reader der AlternativMedien mit der Vorstellung von 1200 linken und alternativen Medien.
Am 12. März 2013 starb Dieter Poschen, einer der Gründer der Zeitschrift, der fast 30 Jahre lang „das Herz“ der Zeitschrift gewesen ist. Trotz dieses Verlusts wurde das Projekt weitergeführt.
Der Verein sowie die Koordination, wo auch die abschließende redaktionelle Bearbeitung stattfindet, haben ihren Sitz in Kassel.

## Form
Contraste ist dezentral organisiert. Die ehrenamtlich tätigen Redakteure berichten aus ihren Regionen und unterstützen Projekte bei der Veröffentlichung eigener Beiträge. Außerdem gibt es Redakteure mit Schwerpunktthemen. 
Die Auflage beträgt 3000 Exemplare, sie erscheint elfmal im Jahr im Berliner Format in einem Umfang von 16 Seiten. Das hauptsächliche Verbreitungsgebiet ist Deutschland, Schweiz und Österreich. Herausgegeben wird die Zeitung von Contraste e. V. – Verein zur Förderung von Ökologie & Selbstverwaltung. Sitz des Monathefts ist Kassel.